# WS-Management
WS-Management est une spécification du DMTF, définissant un protocole de communication pour l'administration des serveurs, équipements, et applications basé sur les web services (SOAP).
Elle fut initialement portée par un groupe d'industriels tels que AMD, Dell, Intel, Microsoft, et Sun Microsystems.
WS-Management fournit une méthodologie unifiée pour accéder à et échanger des informations d'administration à travers l'infrastructure IT. La spécification est plutôt riche, supportant plus que de simples accès en lecture/écriture sur des variables, et de ce fait, ce standard est plus proche de WBEM ou de Netconf que de SNMP. Un mapping entre le modèle de donnée unifié du DMTF nommé Common Information Model vers WS-Management a aussi été défini.

## Versions et standardisation
- Cette spécification est devenue un standard ouvert et sa version finale 1.0.0 a été publiée par le DMTF le 12 février 2008 sous la référence DSP0226 . 
- Une mise à jour de la spécification en version 1.1.0 a été publiée le 3 mars 2010.
- Une mise à jour mineure, en version 1.1.1, a été publiée le 10 septembre 2012.
- WS-Management est devenu le 28 janvier 2013 un standard officiel ISO/IEC, sous la référence ISO/IEC 17963:2013.

## Implémentations
- Les systèmes d'exploitation de Microsoft tels que Windows Server 2008 et Windows Vista incluent Windows Remote Management (en) (WinRM), qui est l'implémentation de Microsoft du standard WS-Management[1]. Le support de WS-Management est aussi disponible pour Windows XP et Windows Server 2003[2].
- Utilisant WS-Management, Windows PowerShell 2.0 permet d'invoquer des scripts sur des machines distantes ou sur un ensemble de machines distantes[3].
- Novell travaille sur le développement d'une implémentation de la spécification WS-Management pour SUSE Linux Enterprise[4].
- Un projet de recherche européen, dans le cadre du programme ITEA, nommé SODA (Service Oriented Device and Delivery Architecture) a développé des implémentations de WS-Management en C, Java, et pour OSGi. Ces implémentations sont spécifiquement destinées à être utilisées avec une pile de protocole web services DPWS (Devices Profile for Web Services), et ont été optimisées pour pouvoir s'intégrer dans des micro-équipements ne possédant que quelques centaines de kilooctets de mémoire. Les sources de ces implémentations sont disponibles sur la forge SOA4D.